# Przetężenie elektryczne
Przetężenie elektryczne - sytuacja, podczas której następuje wzrost prądu elektrycznego w obwodzie elektrycznym ponad wartość dopuszczalną długotrwale tego obwodu. 
W zależności od tego, czy izolacja jest uszkodzona czy nieuszkodzona, przetężenia elektryczne można podzielić na przeciążenia i zwarcia.